# 8046 Ajiki
8046 Ajiki è un asteroide della fascia principale. Scoperto nel 1995, presenta un'orbita caratterizzata da un semiasse maggiore pari a 2,4287941 UA e da un'eccentricità di 0,0297477, inclinata di 22,25835° rispetto all'eclittica.